# Wapen van Neerijnen

Het wapen van Neerijnen is het wapen van de voormalige gemeente Neerijnen, bestaande uit een schuin gecarteleerd schild met daarop de leeuwenkoppen van Varik, de palen van vair van de adellijke familie De Cock met flankerende zalmen als symbool van de voormalige zalmvangst in deze streek. Vanaf 2019 is het wapen niet langer als gemeentewapen in gebruik omdat de gemeente Neerijnen opging in de gemeente West Betuwe.

## Beschrijving
De beschrijving luidt:
"Schuin gevierendeeld: I in zilver 3 leeuwenkoppen van keel, gekroond en getongd van azuur; II en III in sabel een zalm van zilver, gevind van keel, de zalmen rechtop geplaatst en afgewend; IV in keel 3 palen van paalvair. Het schild gedekt door een gouden kroon van 3 bladeren en 2 parels."

## Geschiedenis
Op 1 januari 1978 werd de nieuwe gemeente Neerijnen gevormd door samenvoeging van de voormalige gemeenten Est en Opijnen, Haaften, Ophemert, Varik en Waardenburg. Daarom moest een nieuw wapen worden ontworpen. Het wapen is naar een ontwerp van oud-burgemeester G.A. Bontekoe. De doelstelling was dat het wapen herkenbaar moest worden voor de vijf voormalige gemeenten. Men wilde een golvende dwarsbalk in het wapen om de vroegere zalmvisserij te symboliseren met daarnaast een takje van een appelboom om de vruchtbare grond te symboliseren. Met de dwarsbalk en het takje ging de Hoge Raad van Adel niet akkoord omdat het wapen daardoor "te druk" werd. Ter vervanging kwamen de zalmen. Het paalvair kwam voor in drie voormalige gemeenten (Haaften, Ophemert en Waardenburg) waarmee het wapen voldeed aan de wens. Bij Koninklijk Besluit werd het wapen op 15 december 1978 verleend aan de nieuwe gemeente.

## Verwante wapens

wapen van Est en Opijnen
wapen van Ophemert
wapen van Haaften
wapen van Waardenburg
wapen van Varik

Aalst · 
Ammerzoden · 
Angerlo · 
Appeltern · 
Batenburg · 
Beesd · 
Beltrum · 
Bemmel · 
Bergharen · 
Bergh · 
Beusichem · 
Borculo · 
Brakel · 
Buurmalsen · 
Deil · 
Didam · 
Dinxperlo · 
Dodewaard ·
Doornspijk ·
Dreumel ·
Driel ·
Echteld ·
Eibergen ·
Elst ·
Est en Opijnen ·
Everdingen ·
Ewijk ·
Gameren ·
Geesteren · 
Geldermalsen · 
Gendringen · 
Gendt ·
Groenlo ·
Groesbeek ·  
Haaften ·
Hedel ·
's-Heerenberg ·
Heerewaarden ·
Hemmen ·
Hengelo ·
Herwen en Aerdt ·
Herwijnen ·
Heteren ·
Heukelum ·
Hoevelaken ·
Horssen ·
Huissen ·
Hummelo en Keppel ·
Hurwenen  ·
Kerkwijk ·
Keppel ·
Kesteren ·
Laren · 
Lichtenvoorde ·
Lienden ·
Lingewaal · 
Maurik ·
Millingen aan de Rijn ·
Nederhemert ·
Neede ·
Neerijnen ·
Netterden ·
Niftrik ·
Nijbroek ·
Ophemert ·
Overasselt ·
Pannerden ·
Poederoijen · 
Renkum ·
Rijnwaarden ·
Rossum ·
Ruurlo ·
Steenderen ·
Terborg ·
Twello ·
Ubbergen ·
Valburg ·
Varik ·
Vorden ·
Vuren ·
Waardenburg ·
Wadenoijen ·
Wamel ·
Wehl ·   
Warnsveld ·
Wisch ·
Zeddam ·
Zelhem ·
Zoelen ·
Zuilichem 

Dorps-, heerlijkheids- en stadswapens: 

Acquoy 
· Baak 
· Barlham 
· Bredevoort 
· Doreweerd 
· Elden
· Enspijk 
· Gellicum 
· Groessen 
· Hakfort 
· Hellouw 
· IJzendoorn 
· Kell  
· Lede en Oudewaard 
· Lichtenberg 
· Loil 
· Maasbommel 
· Meijnerswijk 
· Meteren 
· Middagten 
· Rhenoy 
. Rumpt
· Tricht 
· Verwolde 
· Wildenborch